# Осипов, Дмитрий Петрович (дирижёр)
Дмитрий Петрович О́сипов (1909—1954) — советский дирижёр и музыкальный педагог. Заслуженный артист РСФСР (1947). Лауреат Сталинской премии второй степени (1950).

## Биография
Д. П. Осипов родился 30 апреля (13 мая 1909 года) в Уфе (ныне Башкортостан). Брат Н. П. Осипова. В 1930 году окончил МГК имени П. И. Чайковского по классу фортепиано у М. С. Неменовой-Лунц. В 1936—1947 годах ассистент класса специального фортепиано МГК имени П. И. Чайковского. С 1945 года после смерти брата возглавил Государственный русский народный оркестр.
Д. П. Осипов умер 23 сентября 1954 года в Москве. Похоронен на Введенском кладбище (10 уч.).

## Награды и премии
- заслуженный артист РСФСР (1947)
- Сталинская премия второй степени (1950) — за концертно-исполнительскую деятельность